# Тоцзян
Тоцзян (кит. упр. 沱江, пиньинь Túo Jiāng) — река в центральном Китае, в провинции Сычуань. Тоцзян является одним из главных притоков реки Янцзы, длина реки составляет 655 км. Исток реки расположен в Сычуаньской котловине, устье — в районе города Лучжоу, река впадает в Янцзы.

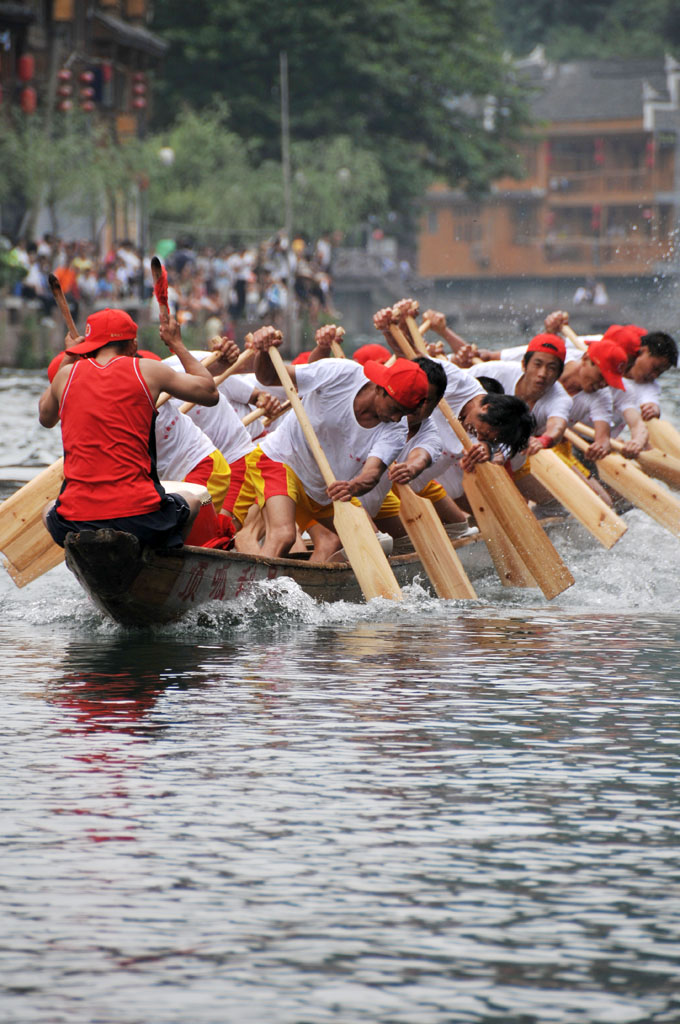
Китайские гребцы на реке Тоцзян